# Jan Bajerski
Jan Bajerski von Beyersee herbu własnego (ur. ok. 1425 r. w Bayersee, zm. 22 lipca 1484 r. tamże), był miecznikiem pomorskim w latach 1471–1476, podkomorzym chełmińskim w latach 1482–1483, wojewodą pomorskim w latach 1483–1484, starostą tczewskim w latach 1483–1484.

## Biografia
Jego aktywność polityczna przypadła na drugą połowę XV w., tuż po wojnie trzynastoletniej. Należał do gorliwych stronników Polski, co mogło mieć wpływ na kariery jego potomków w prowincji, silnie broniącej swej niezależności. Przedstawiciele kolejnych pokoleń w osobach Marka, jego syna Michała oraz wnuka Mikołaja sięgnęli zaledwie po niższe urzędy ziemskie ławników chełmińskich i sędziego chełmińskiego. Ich pozycja majątkowa była jednak stabilna i lokowała ich w gronie szlachty średniozamożnej. W ciągu kolejnych dziesięcioleci ich stan majątkowy uległ zmianie, nigdy jednak nie opuścili ziemi chełmińskiej. Pod koniec XVI w. ostatecznie pozbyli się swego gniazda rodowego – Bajerza, a ich główną siedzibą stało się nieodległe Przeczno (Przesmno). Jan Bajerski był jedynym mężem zaufania króla Kazimierza IV Jagiellończyka spośród możnowładców pruskich. Opisany jako stanowczy, energiczny i zdecydowany, bronił drobnej szlachty kaszubskiej przed nadużyciami gdańszczan. Od 29 listopada 1471 r. do 2 lipca 1476 r. pełnił urząd miecznika pomorskiego (pruskiego) a od 21 kwietnia 1482 r. do 19 marca 1483 r. był podkomorzym chełmińskim. Wojewodą pomorskim został 19 marca 1483 r.  i godność tę pełnił do 1 czerwca 1484 r. O tej nominacji król Kazimierz IV Jagiellończyk doniósł gdańszczanom w liście z dnia 19 marca1483 r. jako o fakcie świeżo dokonanym. Jeszcze w lutym 1484 r. król Kazimierz IV Jagiellończyk przesłał Janowi Bajerskiemu swoje zlecenia. 10 sierpnia 1484 r. Mikołaj Bażyński zakomunikował miastu Toruń o śmierci wojewody pomorskiego Jana Bajerskiego. Od 20 sierpnia 1483 r. do 22 lipca 1484 r. był starostą tczewskim. Starostwo otrzymał jednocześnie ze stanowiskiem wojewody pomorskiego i piastował je aż do śmierci. 22 listopada 1484 r. król Kazimierz IV Jagiellończyk wezwał Mikołaja Bażyńskiego aby wykupił starostwo tczewskie od spadkobierców wojewody pomorskiego Jana Bajerskiego. Sumę zastawną miał przekazać burgrabia malborski Stefan.

## Życie prywatne
Jan Bajerski urodził się ok. roku 1425 we wsi Beyersee obecnie Bajerze, leżącej w gminie Kijewo Królewskie. Był synem Mikołaja Bajerskiego von Beyersee, współzałożyciela Związku Pruskiego i Doroty (Orthey) z domu Schade. Żonaty z Marianną z domu Łoś herbu Dąbrowa. Zmarł 22 lipca 1484 r. w Bajerzu.